# Grafkelder van de graven van Holland
De grafkelder van de graven van Holland omvat een negental grafkelders onder de Hofkapel van het Binnenhof in Den Haag.

## Geschiedenis
De Hofkapel is eeuwenlang als begraafplaats gebruikt. Er liggen skelet- en andere resten van tientallen, mogelijk honderden personen. In 1644 werd de Hofkapel getroffen door een zware brand. Een onbekende hoeveelheid graven werd in 1678 en 1688 geruimd, waarna een nieuwe vloer werd gestort. In meerdere grafkelders werden in 1770 en in 1879 losse skeletresten aangetroffen, die daar kennelijk vanuit geruimde graven waren neergelegd. Graven zijn in 1678 en 1688 geruimd om de uitbreiding van de Hofkapel in de richting van de Hofvijver mogelijk te maken. In 1770 werd onderzoek gedaan naar de graven. Albert Frese heeft van verschillende vondsten schetsen gemaakt.
In 1879 vond een grote verbouwing plaats van de hofkapel tot ministeriële werkruimten waarbij de grafkelder open kwam te liggen. Bij het onderzoek in 1879 geleid door Daniël Veegens, griffier van de Tweede Kamer, bleek dat graven niet te identificeren waren. Hij liet een gedenksteen in de muur metselen: 

De voormalige hofkapel in MDCCCLXXIX verbouwd.

In de kelders dezer kapel zijn de grafsteden van Graven en

Gravinnen van Holland en werd het lijk van Johan van

Oldenbarneveld den XIV Mei MDCXIX bijgezet.

Resten van Johan van Oldenbarnevelt werden niet aangetroffen. Tot ongenoegen van nazaten werden de lijken in de bouwput publiekelijk tentoongesteld. De grafkelders werden dichtgemetseld. Zeventien grafstenen werden gelicht en in de kelder onder de Ridderzaal opgeslagen. Tussen 1979 en 1981 werden veertien van deze grafstenen ingemetseld in de vloer en muur van de westelijke kelder en als expositieruimte onder de Ridderzaal ingericht. De overige grafstenen zijn zoekgeraakt.
In 2001 werd er in verband met onderhoudswerkzaamheden een beperkte inspectie van de toestand uitgevoerd. Kijkend door een inspectiegat aan de noordzijde van de Hofkapel, constateerde een archeoloog dat er in elk geval drie dikke grafzerken lagen.

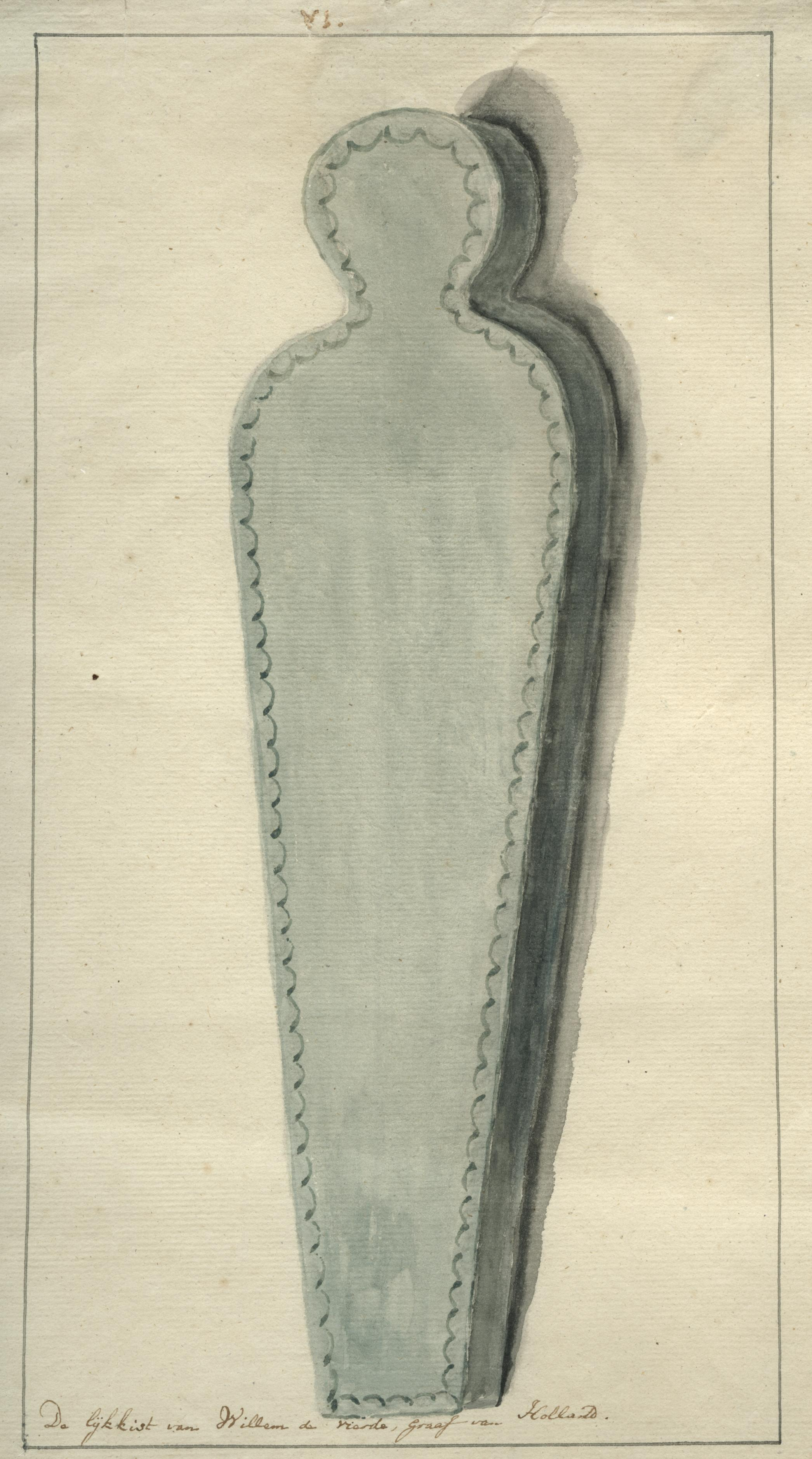
De lijkkist van Willem IV, graaf van Holland (1318-1345)
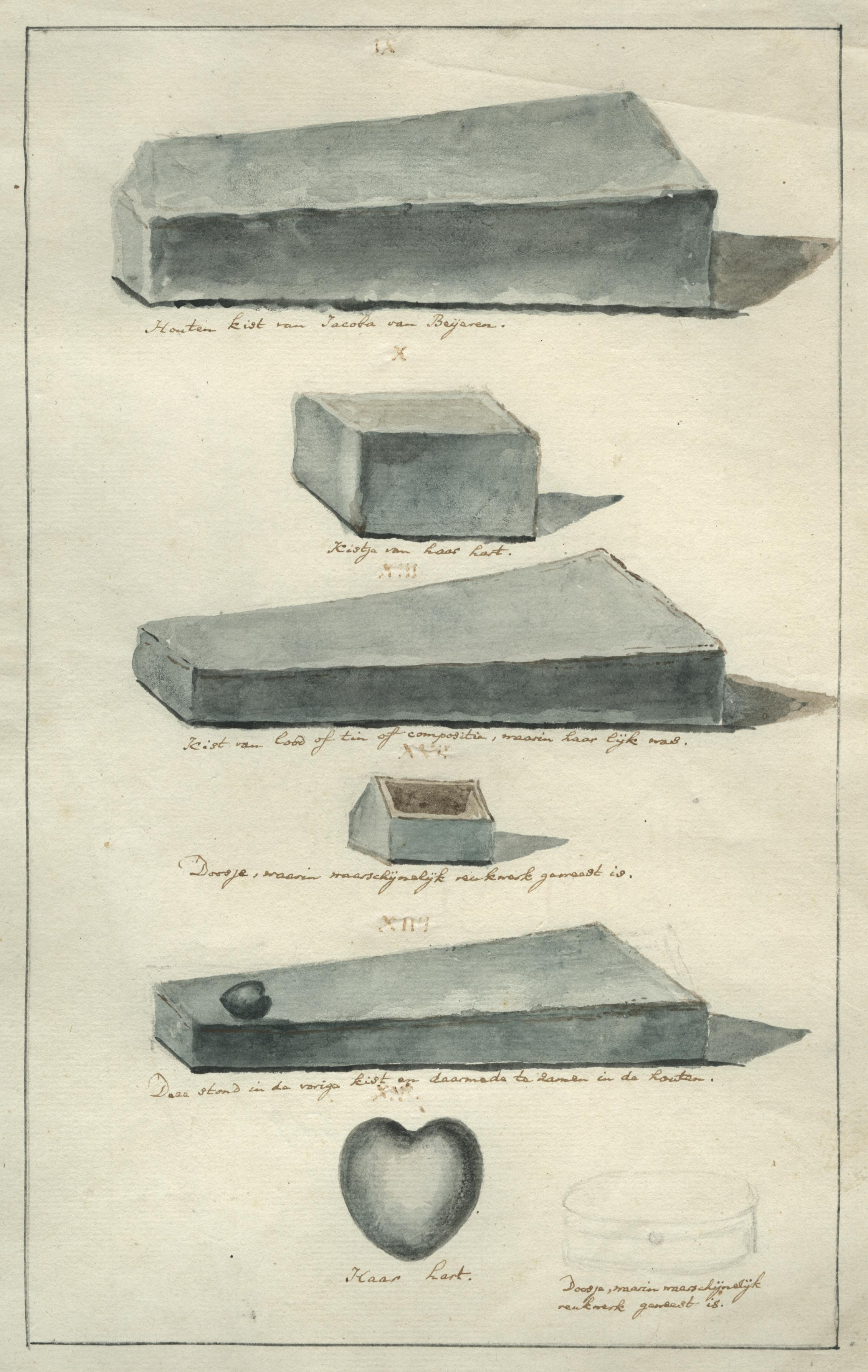
Kisten met overblijfselen van Jacoba van Beieren
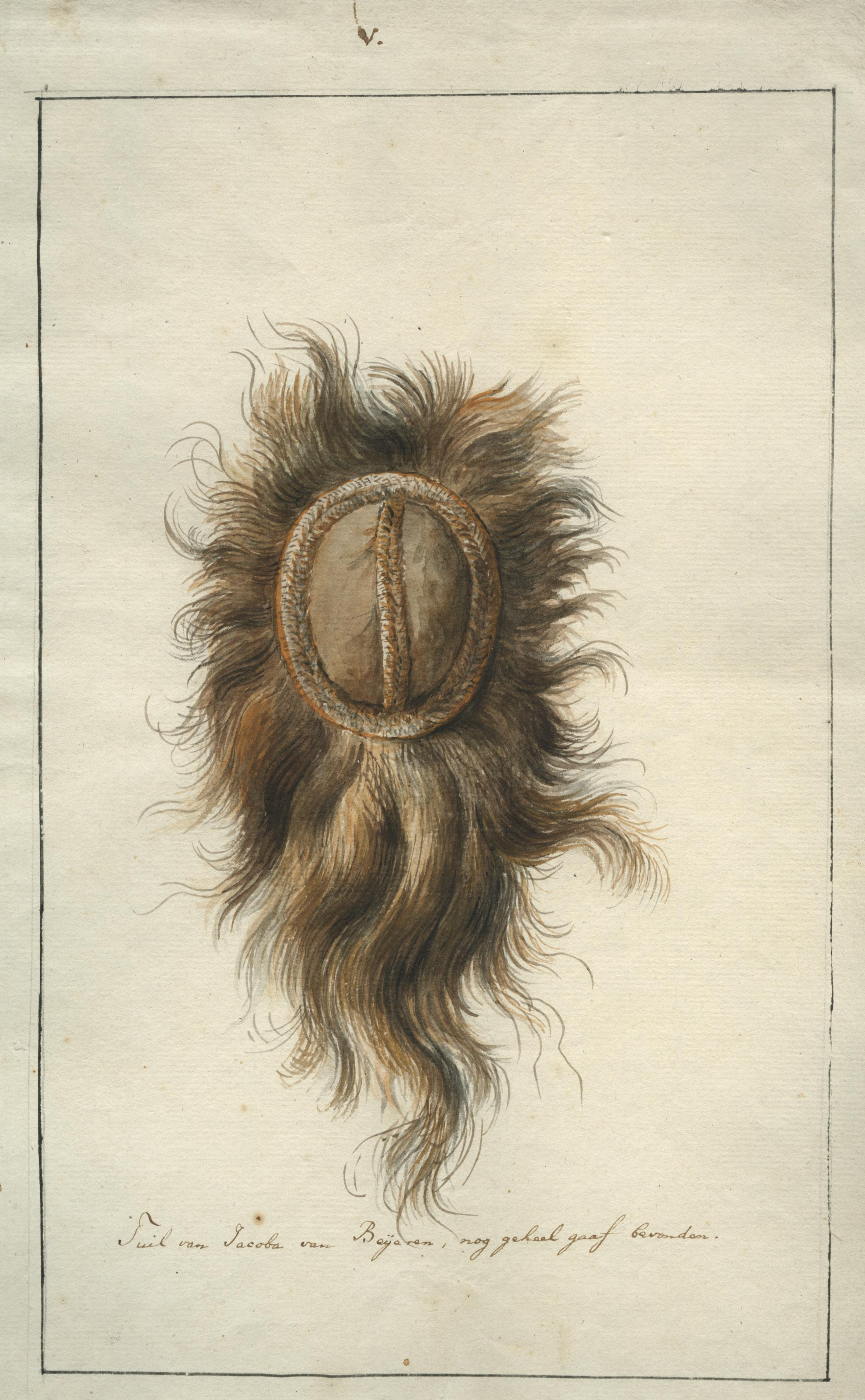
Hoofdtooi van Jacoba van Beieren (1401-1436)
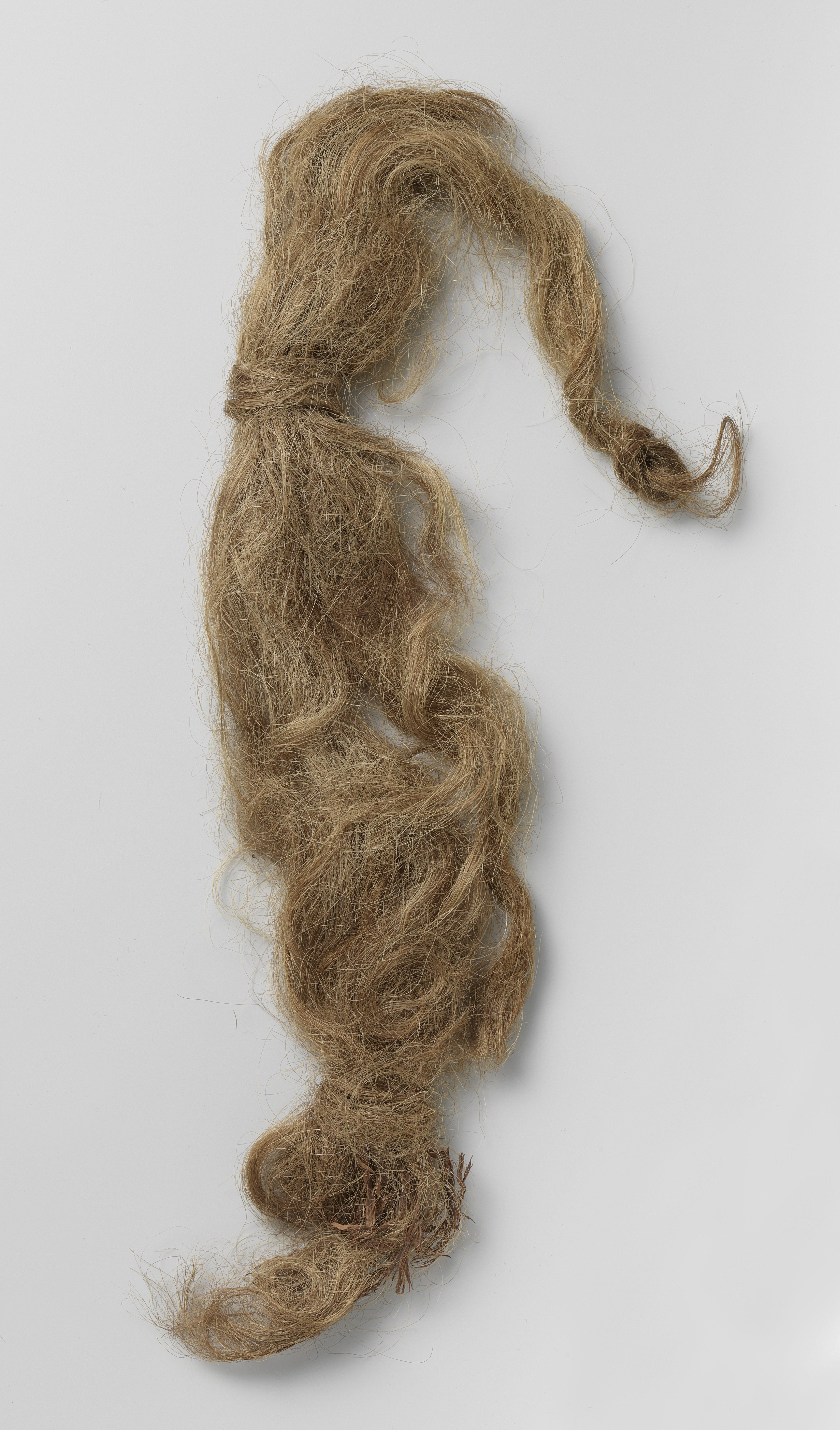
In 1770 opgegraven vlecht van Jacoba van Beieren in het Rijksmuseum
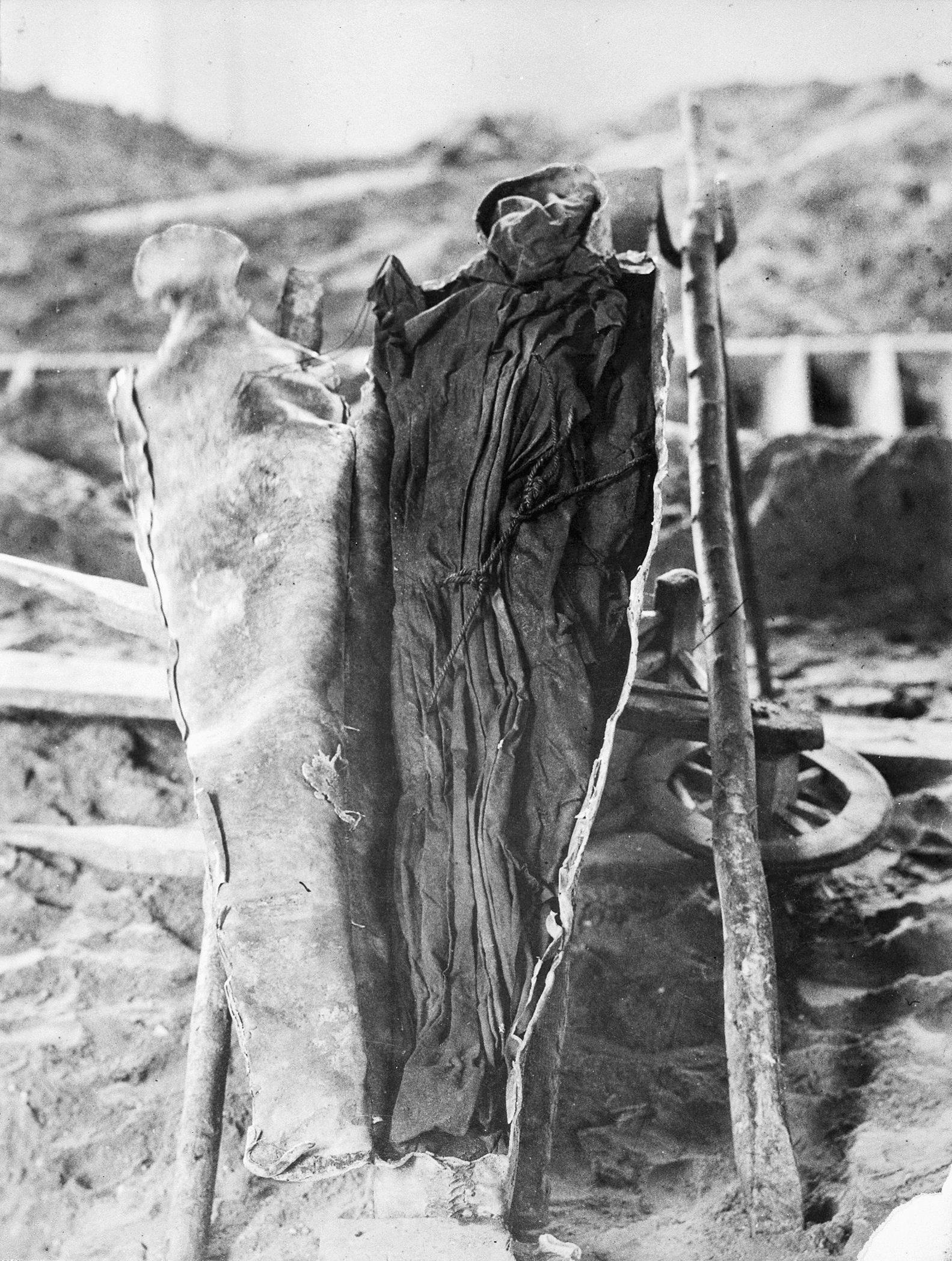
Foto van geopende lijkkist bij de verbouwing in 1879
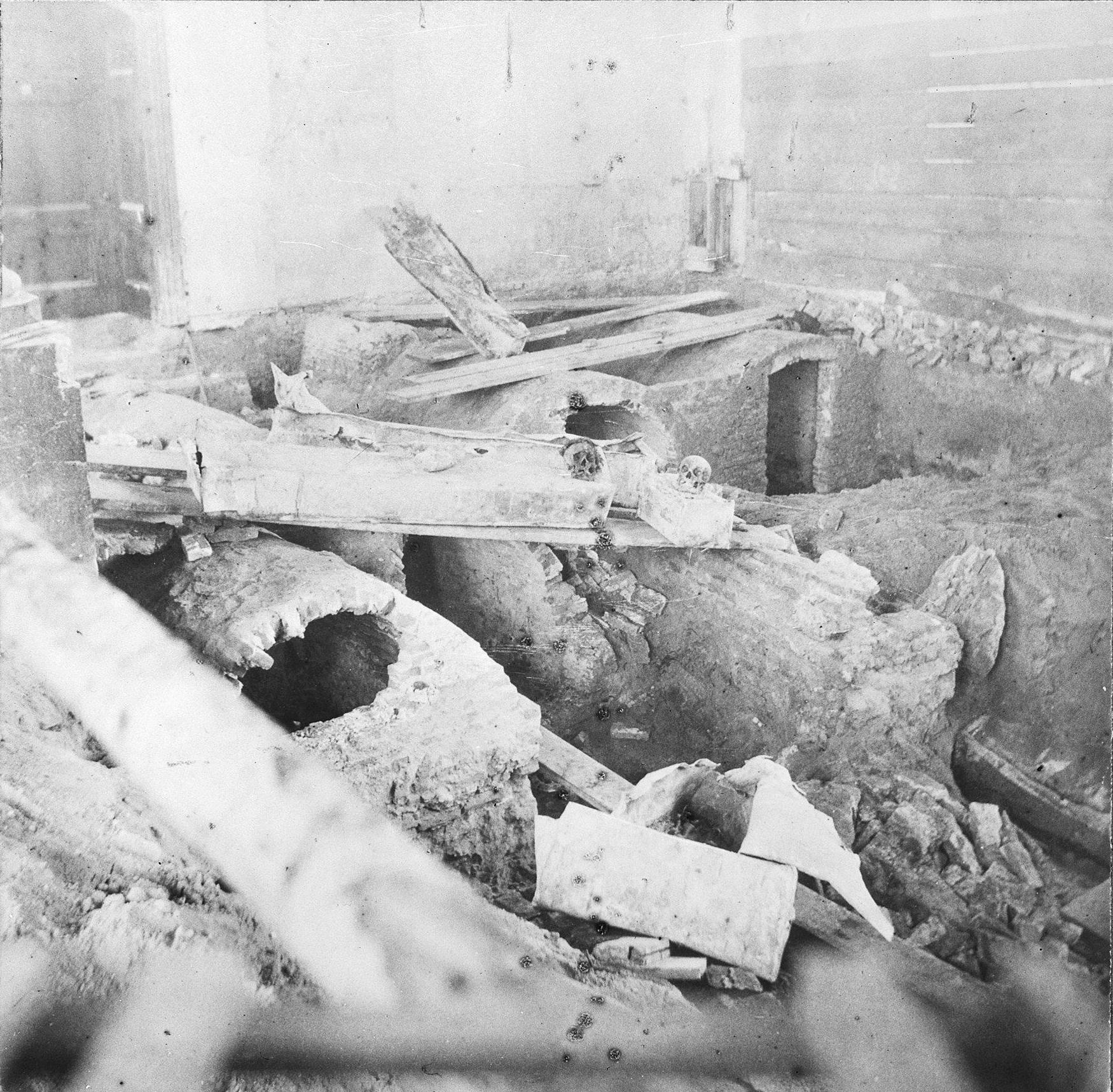
De geopende grafkelders in 1879

## Grafzerken
In de grafkelder zijn grafstenen geplaatst van onder meer Willem IV van Holland († 1345), Jacoba van Beieren († 1436), Jacob van Barry († 1500), Johan van Noortwijck († 1515), veldmaarschalk Joost de Soete († 1589) en Clara d'Anneux dite de Walrue († 1617).
Het lichaam van Johan van Oldenbarnevelt († 1619) werd waarschijnlijk ook bijgezet in de kelder, evenals zijn zoon Reinier van Oldenbarnevelt († 1623).

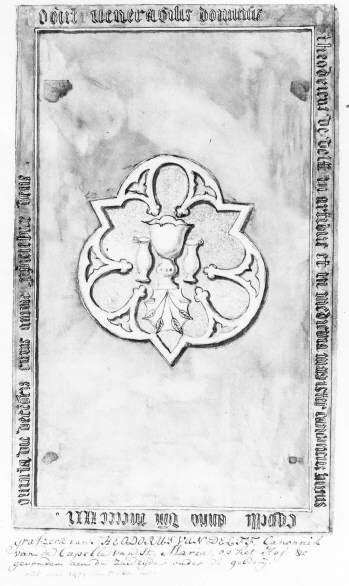
De grafzerk van Theodoricus van Delff, meester doctor en kanunnik van de Hofkapel (overleden 1471)
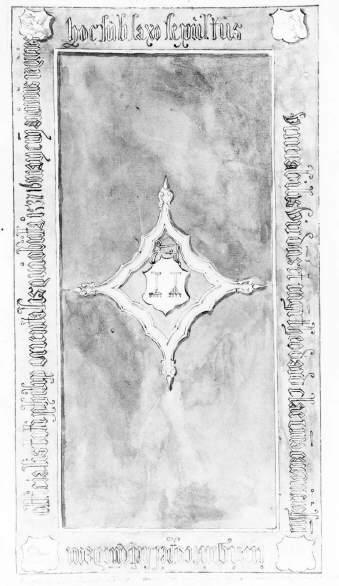
De grafzerk van Theodard Claes, kanunnik van de Maria ten Hove-kapel (overleden 16 mei 1537)
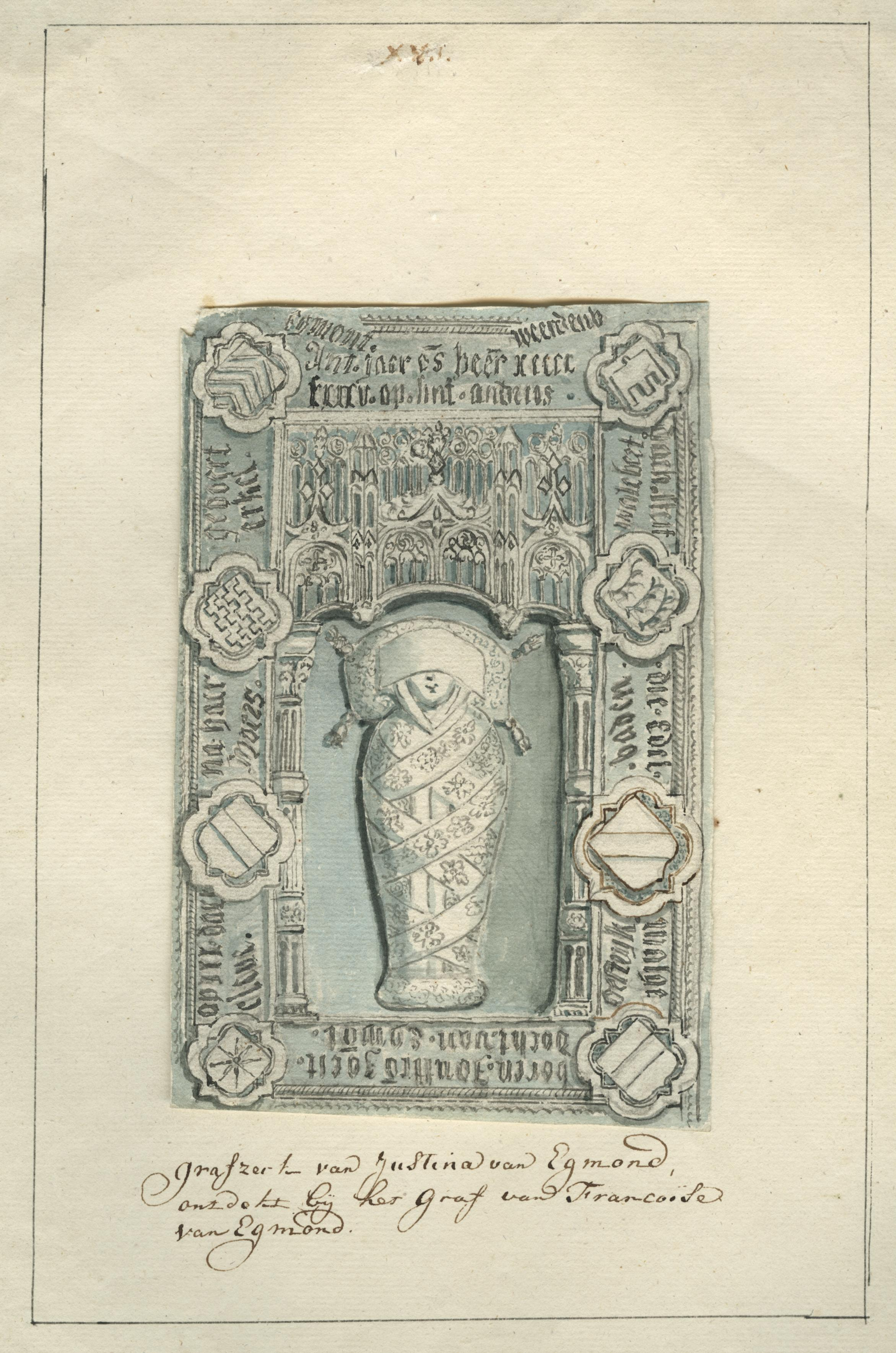
De grafzerk van Justina van Egmond (overleden 1566, een maand oud) bij het graf van jonkvrouw Françoise van Egmont (overleden 1589)[7] (pdf)
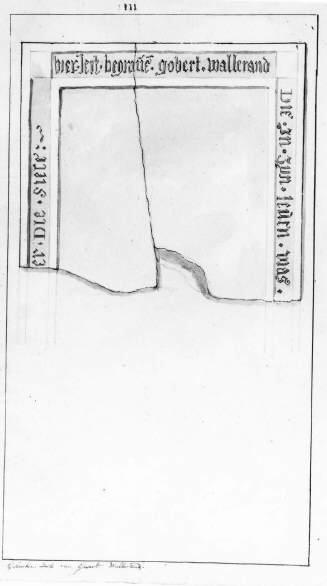
De grafzerk van Govert Wallerand, auditeur van de Rekenkamer van Holland en Zeeland (overleden ca. 1568)
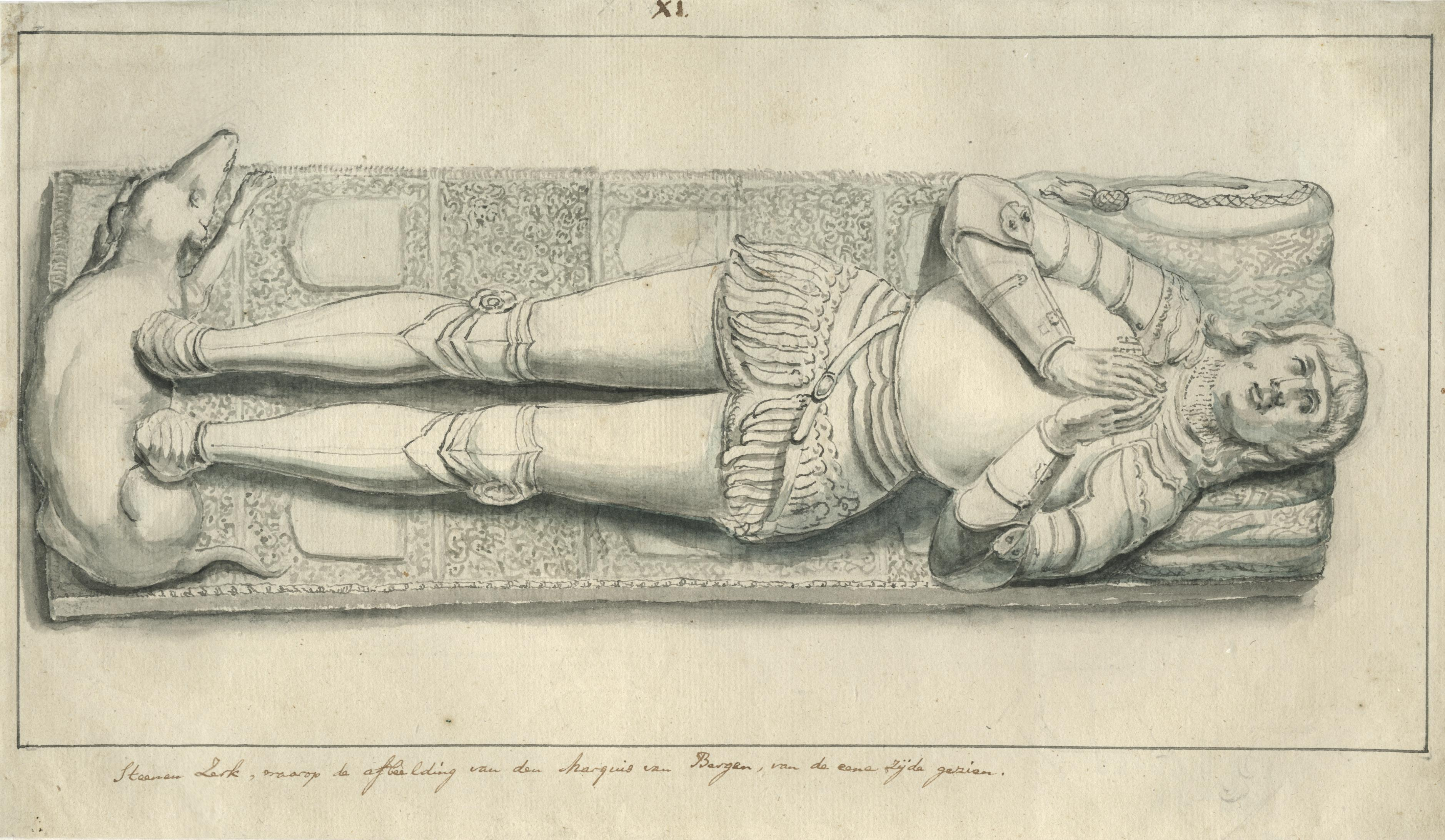
De grafzerk van Filips van Glymes (1422-1469), heer van Grimbergen
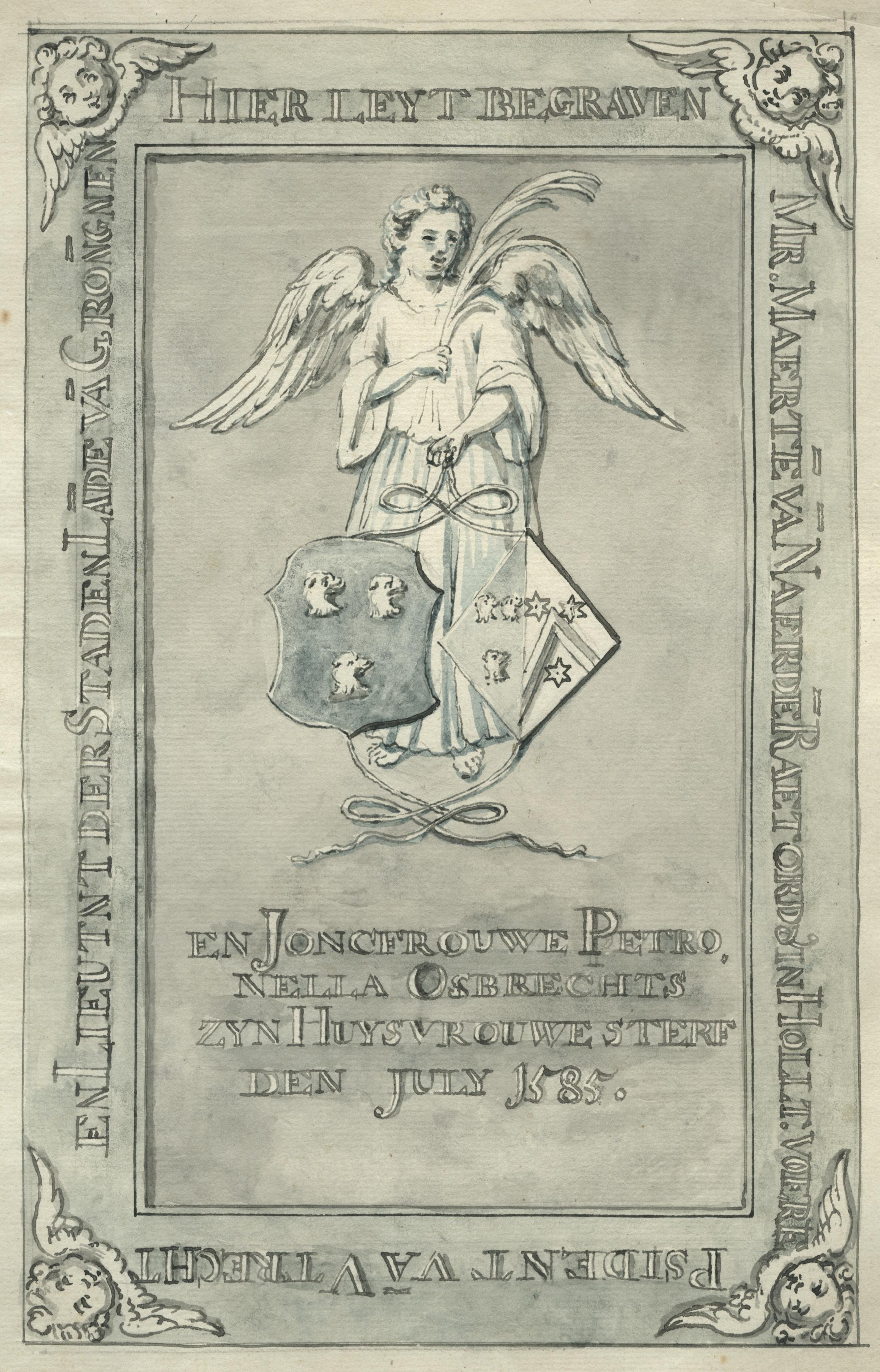
De grafzerk van Maerten van Naarden, raad-ordinaris in Holland (overleden 1585) en zijn echtgenote Petronella Osbrechts
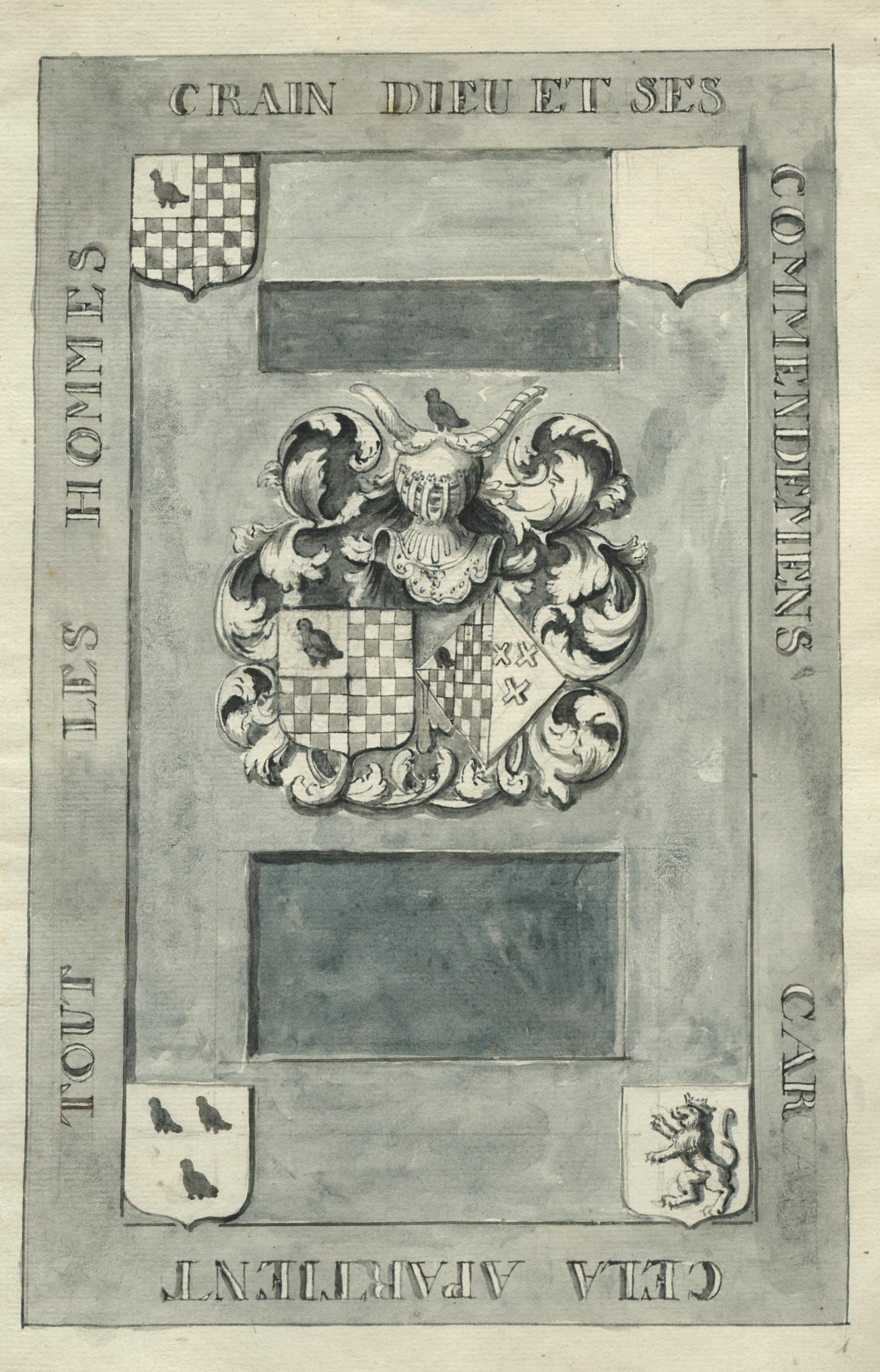
De grafzerk van de heren van Randerode, van der Aa